# 哈萨克斯坦护照
哈薩克護照是簽發給哈薩克共和國公民的國際旅行證件，在該國境內，公民旅遊需要使用內部身份證，也可以用於前往俄羅斯聯邦，吉爾吉斯斯坦，阿塞拜疆和阿爾巴尼亞。哈薩克斯坦司法部於2009年1月5日開始簽發生物特徵護照。 
根据2025年1月8日发布的亨利护照指数，哈萨克斯坦护照可免签证、落地签证或电子签证入境77个国家和地区，位居世界第65，与斯威士兰护照并列。